# Vincenzo Ercolani
Vincenzo Ercolani (Perugia, 10 gennaio 1517 – Perugia, 29 ottobre 1586) è stato un vescovo cattolico italiano, vescovo di Sarno (1569-1573), Imola (1573-1579) e Perugia (1579-1586).

## Biografia
Vincenzo Ercolani nacque a Perugia il 10 gennaio 1517 e fu ordinato sacerdote nell'Ordine dei frati predicatori.
Ebbe incarichi di insegnamento e di priore in vari conventi del suo ordine. Nel 1559 era priore del convento alla Minerva in Roma, che riuscì a mettere in salvo dal saccheggio seguito alla morte di papa Paolo IV. Durante la permanenza a Roma fu in contatto e familiarità con san Filippo Neri, con il quale intercorsero reciproca stima e considerazione, tanto che Neri più volte andò ad ascoltare la predicazione del frate alla Minerva. Fu eletto priore provinciale prima per la provincia romana, poi per quella di Tuscia. Per conto del cardinale inquisitore generale e poi papa Michele Ghislieri svolse alcuni incarichi a supporto del nipote di questi fra Michele Bonelli. Fu visitatore apostolico e inquisitore per i conventi delle Fiandre e di Germania.
Il 14 dicembre 1569 fu nominato vescovo di Sarno durante il pontificato di Pio V. L'8 gennaio 1570 fu consacrato vescovo da Scipione Rebiba, cardinale presbitero di Sant'Angelo in Pescheria.
Nel giugno 1571 Ercolani fu incaricato di accompagnare Michele Bonelli, ormai cardinale, in una importante legazione in Portogallo, Spagna e Francia, insieme a Francesco Borgia e Ippolito Aldobrandini. La missione terminò felicemente nell'aprile del 1572 con il ritorno a Roma. Il suo ruolo nell'esito positivo dell'incarico diplomatico fu apprezzato al punto che Bartolomeo Concini, segretario del granduca di Toscana Cosimo I, gli comunicò il granduca stesso lo aveva incaricato di candidarlo alla porpora presso il papa. La morte di Pio V il 10 maggio successivo impedì ogni sviluppo.
Il 9 febbraio 1573 fu nominato vescovo di Imola durante il pontificato di Gregorio XIII.
Il 27 novembre 1579 fu nominato vescovo di Perugia durante il pontificato di Gregorio XIII. Notevole fu il suo impegno economico per liberare i poveri della città dai debiti con gli speziali e con il Monte dei pegni. Applicò con scrupolo e convinzione i dettami del concilio di Trento tenendo a Perugia il sinodo diocesano nei giorni 16 e 17 maggio 1582 e rivolgendo lettere pastorali ai parroci tese a qualificarne la condotta e la cura per la diffusione dei sacramenti. Gli atti del sinodo furono stampati nel 1584: Decreta et monita edita et promulgata in synodo diocoesana Perusina, Perusiae, 1584.
Fu vescovo di Perugia fino alla sua morte, avvenuta il 29 ottobre 1586.

## Genealogia episcopale
La genealogia episcopale è:
- Cardinale Scipione Rebiba
- Vescovo Vincenzo Ercolani, O.P.